# 馬蒂亞斯·索萊
马蒂亚斯·索莱·马尔瓦诺（西班牙語：Matías Soulé Malvano；2003年4月15日—），阿根廷足球運動員，司職中場，現效力於意大利足球甲级联赛球隊羅馬。

## 俱樂部生涯
索萊2003年出生於阿根廷位於布宜諾斯艾利斯的海濱城市馬德普拉塔。他在場上司職第二前鋒或者進攻中場，是一位天賦出色的左腳將，相比於進球，他更喜歡助攻。
早在2年前，即將年滿16歲的索萊有望和阿根廷球隊沙士菲簽下職業合同，但是由於當時尤文圖斯在阿根廷的一位球探馬特奧·托尼奧齊注意到了索萊，最終推動了這筆轉會。
加盟尤文圖斯之後，索萊並沒能獲得一線隊的出場機會。但是他憑借著出色的表現已經吸引了眾多媒體的目光，並且也早已入選了阿根廷各級別的青年國家隊。2021年夏天，主帥也曾經將其帶到一線隊，讓他參與和一線隊的訓練並參加了對切塞納的友誼賽，那場比賽蘇萊替補登場打進了球隊的第三粒進球。

## 外部連結
- Soccerway資料庫：馬蒂亞斯·索萊